# Reinhard Ploss
Reinhard Ploss (* 8. Dezember 1955 in Bamberg) ist ein deutscher Manager. Er war von März bis Dezember 2022 Präsident der acatech – Deutsche Akademie der Technikwissenschaften und ist seit 24. Mai 2022 Aufsichtsratsvorsitzender der Knorr-Bremse AG. Reinhard Ploss war von 1. Oktober 2012 bis 31. März 2022 Vorstandsvorsitzender der Infineon AG.

## Leben
Reinhard Ploss studierte Verfahrenstechnik an der TU München und schloss mit einer Promotion (Dr.-Ing.) ab. Der Titel der Doktorarbeit lautet „Modell zur Kontaktkeimbildung durch Rührer-Kristall-Kollisionen in Leitrohrkristallisatoren“.
Ploss begann 1986 seine Tätigkeit bei der Siemens AG als Prozessingenieur für Ionenimplantation in der Münchner Chip-Fertigung und war bald auch verantwortlich für den Bereich Epitaxie. Im Jahr 1992 wechselt er zum Standort Villach (Österreich) und übernahm dort 1993 die Leitung der Technik. Zunächst war er in Villach für den Transfer des Epitaxie-Prozesses, später auch für die Koordination des Produkttransfers zuständig. Mit seiner Rückkehr nach München im Jahr 1996 verantwortete Ploss den Geschäftszweig Leistungshalbleiter. 1999, dem Jahr der Ausgliederung der Siemens Halbleiter-Sparte, wurde er Leiter des Infineon-Geschäftszweigs Industrial Power und Geschäftsführer der Infineon-Tochter eupec GmbH Co. KG. Ein Jahr später übernahm Reinhard Ploss den Geschäftsbereich Automotive & Industrial Business, 2005 schließlich die Entwicklung und Fertigung sowie das operative Management des Segments Automotive, Industrial & Multimarket. Im Juni 2007 wurde er für das Ressort Fertigung in den Vorstand von Infineon berufen. Später wurde er zusätzlich Arbeitsdirektor und übernahm auch das Ressort Forschung & Entwicklung. Von 1. Oktober 2012 bis 31. März 2022 war Reinhard Ploss Vorstandsvorsitzender von Infineon.
Unter seiner Leitung übernahm Infineon 2014 den US-Wettbewerber International Rectifier für 2,3 Milliarden Euro, 2020 den US-Chiphersteller Cypress.
Seit 14. März 2022 ist Reinhard Ploss Präsident der Deutschen Akademie der Technikwissenschaften (acatech) und Vorsitzender des Senats. Des Weiteren ist Reinhard Ploss Steuerkreisvorsitzender des Zukunftsrats der Bundesregierung, welcher inhaltlich von einer Geschäftsstelle, die bei acatech – Deutsche Akademie der Technikwissenschaften angesiedelt ist, vorbereitet wird.
Am 24. Mai 2022 übernahm Ploss von Klaus Mangold das Mandat des Aufsichtsratsvorsitzenden der Knorr-Bremse AG.
Reinhard Ploss ist verheiratet und hat ein Kind.

## Ehrungen und Auszeichnungen
- 2020 „Manager des Jahres“ des Handelsblatts[7]
- 2023 Großes Silbernes Ehrenzeichen mit dem Stern für Verdienste um die Republik Österreich[8]